# Åse Kleveland
Åse Maria Kleveland (født 18. marts 1949 i Stockholm) er en svensk-norsk kulturpersonlighed, politiker, tidligere sanger og guitarist, og nuværende bestyrelsesformand for Human-Etisk Forbund. Hun var kulturminister for Arbeiderpartiet i Gro Harlem Brundtlands tredje regering, fra 1990 til 1996.
Kleveland er datter af civilingeniør Olaf Kleveland og bogholder Eva Hansson. Olaf Kleveland flygtede fra Norge i 1943 under anden verdenskrig til Sverige, hvor han stiftede familie. Familien flyttede i 1956 til Romerike i Norge, hvor faren fik arbejde på Institutt for atomenergi.
Som otteårig begyndte Åse Kleveland at spille klassisk guitar og to år senere havde hun sin debut i en radioudsendelse. Som trettenårig medvirkende hun i en af Erik Byes tv-udsendelser, hvor hun underholdt med vispop, en svensk betegnelse for en kombination af traditionel visesang og popmusik. Som femtenårig blev hendes første album udgivet, og med sit andet album blev hun en pioner inden for den endnu nye vispop-genre, som førte til hendes karriere i 1960'erne og 1970'erne som sanger og guitarist, blandt andet som medlem af visegruppen Ballade. Vispop-albummerne førte til en række arrangementer i Paris, og en overgang skiftede hun mellem optrædener i Paris og sin skolegang i Lillestrøm. Som syttenårig var hun på turné i Japan, hvor hun deltog i flere tv-udsendelser og udgav fire singler på japansk. I 1965 medvirkede hun i det svenske tv-underholdningsprogram Hylands hörna.
Et par år spillede hun teater i Stockholm, derefter guitar i Norge. Med Arne Bendiksens sang "Intet er nytt under solen" vandt hun norsk Melodi Grand Prix i 1966 og blev nummer tre i Eurovision Song Contest samme år. Fra 1979 til 1983 var hun formand for Norsk Musikerforbund. Hun var værtinde ved Eurovision Song Contest i 1986 i Bergen, efter Bobbysocks havde vundet for Norge året før.
Ved åbningen den 11. juni 1988 af forlystelsesparken Tusenfryd ved Vinterbro, cirka 20 kilometer syd for Oslo, var Åse Kleveland parkens administrerende direktør. Fra 1990 til 1996 var hun kulturminister i Gro Harlem Brundtlands tredje regering. Den 1. januar 2000 blev hun administrerende direktør for Svenska Filminstitutet, men meddelte i november 2005 at hun i maj 2006 ville træde tilbage, for at vende tilbage til Norge som chef for Rikskonsertene. Samme år fik hun Ingmar Bergman-prisen og den 10. juni 2007 blev hun enstemmigt valgt som bestyrelsesformand for den norske humanistiske organisation Human-Etisk Forbund, der har 70.000 medlemmer.
Kleveland er gift med filmskaberen Oddvar Bull Tuhus (1940-). Fra 1972 til 1982 var hun gift med den svenske billedkunstner Svenolov Ehrén (1927-2004).